# Ju (socken i Kina)
Ju (kinesiska: 居厢, 居厢乡) är en socken i Kina. Den ligger i provinsen Henan, i den centrala delen av landet, omkring 81 kilometer nordost om provinshuvudstaden Zhengzhou. Antalet invånare är 28 610. Befolkningen består av 13 991 kvinnor och 14 919 män. Barn under 15 år utgör 24,0 %, vuxna 15-64 år 68 %, och äldre över 65 år 7,0 %.
Genomsnittlig årsnederbörd är 655 millimeter. Den regnigaste månaden är juli, med i genomsnitt 196 mm nederbörd, och den torraste är januari, med 3 mm nederbörd.